# Reinhart Gaugg
Reinhart Gaugg (* 17. Juli 1953 in Wolfsberg, Kärnten) ist ein ehemaliger österreichischer Politiker (FPÖ).
Zeitgeschichtlich relevant und bekannt ist ein Foto von ihm, auf dem er gemeinsam mit Siegfried Kampl am FPÖ-Parteitag 1986 in Innsbruck den in einer Kampfabstimmung an die Macht gekommenen Jörg Haider auf Schultern trägt.

## Politische Laufbahn
In der Zeit von 1989 bis 1991 war Reinhart Gaugg Abgeordneter zum Kärntner Landtag, in der Zeit von 1985 bis 1989 Gemeinderat in Klagenfurt. Nach den Wahlen des Jahres 1991 wurde er in Nachfolge des nach einem Konflikt mit Jörg Haider zurückgetretenen Walter Candussi Vizebürgermeister (bis 1997) von Klagenfurt. 1992 bis 1994 war er geschäftsführender Landesparteiobmann der FPÖ Kärnten, 1999 bis 2002 stellvertretender Klubobmann der FPÖ im Nationalrat.
Im Jahre 2002 sollte Gaugg unter heftiger Kritik der Oppositionsparteien, die eine politische Umfärbungsaktion vermuteten, zum stellvertretenden Generaldirektor der Pensionsversicherungsanstalt (PVA) ernannt werden. Allerdings verweigerte in einer geheimen Abstimmung entgegen den vorherigen Absprachen mindestens ein Mandatar der ÖVP die Zustimmung, so dass er niemals die erforderliche Mehrheit bekam. Von wem die Nein-Stimme kam, ist bis heute unbekannt. Die Mandatare beschlossen daher, in der nächsten Wahl die Stimmzettel namentlich zu kennzeichnen, was verfassungsrechtlich diskutiert wurde. Doch zu dieser Wahl kam es nicht mehr.

### Alkohol am Steuer
Anfang August 2002 wurde Gaugg von der Polizei betrunken am Steuer seines Autos angetroffen. Er verzichtete daraufhin auf die angestrebte Position bei der PVA, auf sein Nationalratsmandat und seine Funktion als Klubobmann-Stellvertreter der FPÖ. Für den freiwilligen Rücktritt nach seinem Alkoholexzess soll Gaugg, nach eigenen Angaben von der FPÖ mit einer geheimen Unterhaltsvereinbarung, die ihm € 10.000 monatlich bis zum 60. Lebensjahr zusichern sollte, abgefunden worden sein. Tatsächlich wurden € 115.000 ausbezahlt. Susanne Riess-Passer, damalige Parteichefin, und Peter Westenthaler, damaliger Generalsekretär der FPÖ, bestritten eine solche Abmachung vor Gericht.
Im Jahr 2005 griff die  Polizei Gaugg erneut in stark betrunkenem Zustand am Steuer seines Wagens auf. Einen gesetzlich vorgeschriebenen Alko-Test verweigerte er, was in Österreich automatisch einer Alkoholisierung von 1,6 Promille Blutalkoholkonzentration im Blut gleichgesetzt wird. Im Juli 2006 bekam Gaugg in erster Instanz bei seiner Klage gegen die FPÖ Recht. Das Wiener Landesgericht für Zivilrechtssachen sprach dem Kläger insgesamt 352.000 Euro zu. Im November 2007 gab das Oberlandesgericht der Berufung der FPÖ vollinhaltlich Recht und das frühere Urteil wurde aufgehoben.

### Sonstiges
Ins Gerede kam Gaugg, damals Vizebürgermeister von Klagenfurt und geschäftsführender Kärntner FPÖ-Landesparteiobmann, als er im November 1993 auf die Frage eines Journalisten, was ihm denn zum Nationalsozialismus einfalle, das Wort „Nazi“ mit „neu-attraktiv-zielstrebig-ideenreich“ buchstabierte.
Ende August 2013 bemühte er sich darum, als Mitglied der SPÖ aufgenommen zu werden, was von deren Seite abgelehnt wurde.